# Steinhausov mnogokotniški zapis
Steinhausov mnogokotniški zapis je v matematiki način prikaza nekaterih velikih števil.
 
pomeni nn
 
pomeni »n v n trikotnikih«
 
pomeni »n v n kvadratih«
Steinhaus je imenoval 

Mega in 

Megiston. Vidimo, da je 

že veliko število, ker
 =
square(square(2)) = square(triangle(triangle(2)) =
square(triangle(22)) = 
square(triangle(4)) =
square(44) =
square(256) =
triangle(triangle(triangle(...triangle(256)...)))  [256 triangles] =
triangle(triangle(triangle(...triangle(256256)...)))  [255 triangles] =
triangle(triangle(triangle(...triangle(3.2 × 10616)...)))  [255 triangles] =
...